# Epiprinus malayanus
Epiprinus malayanus là một loài thực vật có hoa trong họ Đại kích. Loài này được Griff. mô tả khoa học đầu tiên năm 1854.